# Don Trachte
Donald Trachte (1915-2005) est un auteur de bande dessinée américain. 

## Biographie
Assistant de Carl Thomas Anderson à partir de 1932 sur le comic strip Henry, il en a assuré après la mort de celui-ci en 1948 les pages dominicales jusqu'en 1985. Il était le possesseur du Grand Départ, célèbre tableau de Norman Rockwell. Il fit une copie parfaite du tableau et ce fut celle-ci qui fut prêtée au Norman Rockwell Museum en 2002 et présentée lors d'une exposition consacrée en 2003 au peintre. Le musée jugea que l'œuvre était l'originale bien que des experts aient émis des doutes. Ce n'est qu'après la mort de Trachte que l’œuvre originale fut retrouvée par ses fils ainsi que plusieurs copies de tableaux que Trachte possédait.